# Atletismo nos Jogos Paralímpicos de Verão de 2016 – 5000 m masculino T11

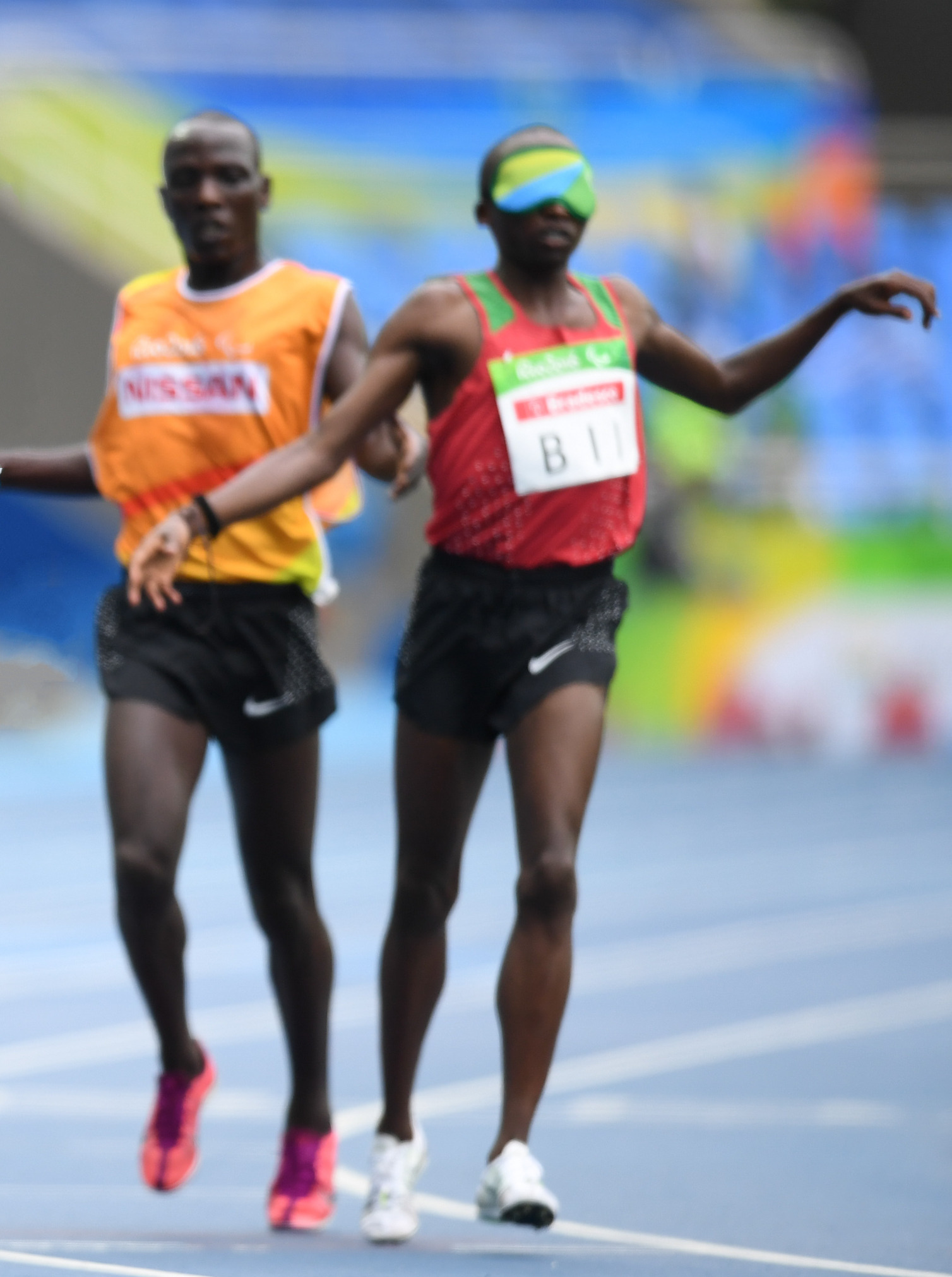
Wilson Bii e Benard Korir nos Jogos Paralímpicos Rio 2016

A disputa de 5000 m masculino T11 do atletismo nos Jogos Paralímpicos de Verão de 2016 ocorreu no primeiro dia de jogos, 8 de setembro no Estádio do Maracanã. O queniano Samwel Mushai Kimani foi o medalhista de ouro com o tempo de 15:16.11.

## Resultado
| Ranking           | Atleta                                        | País         | Tempo    | Notas |
| ----------------- | --------------------------------------------- | ------------ | -------- | ----- |
| Medalha de ouro   | Samwel Mushai Kimani Guia: James Boit         | KEN Quênia   | 15:16.11 | PB    |
| Medalha de prata  | Odair Santos Guia: Carlos Santos              | BRA Brasil   | 15:17.55 |       |
| Medalha de bronze | Wilson Bii Guia: Benard Korir                 | KEN Quênia   | 15:22.96 | PB    |
| 4                 | Hasan Huseyin Kacar Guia: Muhammet Ugur Cakir | TUR Turquia  | 15:49.52 | PB    |
| 5                 | Zhang Zhen Guia: Zhang Mingyang               | CHN China    | 15:53.47 |       |
| 6                 | Shinya Wada Guia: Takashi Nakata              | JPN Japão    | 16:02.97 |       |
| 7                 | Darwin Castro Guia: Sebastian Rosero          | ECU Equador  | 16:25.38 |       |
| 8                 | Nuno Alves Guia: Ricardo Abreu                | POR Portugal | 17:03.64 |       |
| 9                 | Erick Kipto Sang Guia: Bernard Kipkurui Terer | KEN Quênia   | DQ       |       |
| -                 | Cristian Valenzuela Guia: Jonathan Balados    | CHI Chile    | DNS      | -     |